# Um Vichet
Bản mẫu:Cambodian name
Um Vichet (sinh ngày 27 tháng 11 năm 1990) là một cầu thủ bóng đá người Campuchia thi đấu cho National Defense Ministry ở Giải bóng đá vô địch quốc gia Campuchia và đội tuyển quốc gia Campuchia. Em trai của anh, Um Sereyroth cũng là một cầu thủ bóng đá thi đấu ở vị trí thủ môn.

## Sự nghiệp quốc tế
Vichet có màn ra mắt ở Vòng loại AFF Suzuki Cup 2012 trước Brunei.

## Danh hiệu

### Câu lạc bộ
National Defense Ministry
- Hun Sen Cup: 2010, 2016